# North Arlington
North Arlington és una població dels Estats Units a l'estat de Nova Jersey. Segons el cens del 2008 tenia 14.701 habitants.

## Demografia
Segons el cens del 2000, North Arlington tenia 15.181 habitants, 6.392 habitatges, i 4.129 famílies. La densitat de població era de 2.271,9 habitants/km².
Dels 6.392 habitatges en un 24,5% hi vivien nens de menys de 18 anys, en un 49,7% hi vivien parelles casades, en un 11,1% dones solteres, i en un 35,4% no eren unitats familiars. En el 30,9% dels habitatges hi vivien persones soles el 14,3% de les quals corresponia a persones de 65 anys o més que vivien soles. El nombre mitjà de persones vivint en cada habitatge era de 2,37 i el nombre mitjà de persones que vivien en cada família era de 3.
Per edats la població es repartia de la següent manera: un 18% tenia menys de 18 anys, un 7,6% entre 18 i 24, un 30,8% entre 25 i 44, un 24,2% de 45 a 60 i un 19,4% 65 anys o més.
L'edat mediana era de 41 anys. Per cada 100 dones de 18 o més anys hi havia 84,1 homes.
La renda mediana per habitatge era de 51.787 $ i la renda mediana per família de 62.483 $. Els homes tenien una renda mediana de 41.512 $ mentre que les dones 34.769 $. La renda per capita de la població era de 24.441 $. Aproximadament el 3,4% de les famílies i el 5,1% de la població estaven per davall del llindar de pobresa.

## Poblacions properes
El següent diagrama mostra les poblacions més properes.